# Ich darf das
Ich darf das ist ein Lied der deutschen Rapperin und Sängerin Shirin David aus dem Jahr 2021. Es erschien als Leadsingle ihres zweiten Studioalbums Bitches brauchen Rap am 14. Mai 2021.

## Musik und Text
Ich darf das ist ein Rapsong, dessen Beat mit einer 808-Bass Drum und einer einfachen Melodie arbeitet und in Des-Dur auf 102 Schläge pro Minute geschrieben wurde. Der Titel des Liedes findet sich mehrmals in den zwei Strophen (Zu Rappern mit Rücken frech sein, ja, ich darf das / Ausseh’n wie ’ne Barbara, ich darf das), sowie ebenfalls in der Pre-Hook wieder (Ob ich darf? Ja, ich darf das, Pech!). Inhaltlich beschäftigt sich David in dem Lied mit den Themen Flex (englisch für „Angeberei“) und Feminismus. Lines wie 10K für Battlerap, 10 für den Stripclub spielen außerdem auf wahre Begebenheiten an: So hatte David im Dezember 2020 zehntausend Euro für die Battle-Rap-Liga DLTLLY gespendet und außerdem in einem Statement gesagt, sie habe zehntausend Euro für einen Abend im Stripclub bezahlt, um mit einem Songwriter die richtige Stimmung zu bekommen.

## Entstehung und Ankündigung
Geschrieben wurde das Lied von David selbst gemeinsam mit dem deutschen Rapper und Songwriter Laas Unltd. Als Produzenten waren Juh-Dee, Young Mesh und Frio beteiligt. Offiziell angekündigt wurde die Single in einem YouTube-Video, in dem David Zuschauerfragen beantwortete, am 25. April 2021. Neben der Ankündigung präsentierte David auch eine Hörprobe. Ursprünglich plante man den 7. Mai 2021 als Veröffentlichungsdatum, allerdings wurde die Veröffentlichung, aufgrund von Unstimmigkeiten beim Musikvideodreh, welches schließlich verworfen wurde, verschoben. In einem weiteren YouTube-Video, das vorher erschien, gab David bekannt, dass sie im Sommer 2020 den größten Teil ihres zweiten Albums, bis auf drei Titel, verworfen habe, weshalb Ich darf das auch statt 90-60-111 als Leadsingle des kommenden zweiten Albums Bitches brauchen Rap angekündigt wurde.

## Veröffentlichung und Musikvideo
Ich darf das erschien letztendlich, nur eine Woche später als ursprünglich angekündigt, am 14. Mai 2021 mit einem dazugehörigen Musikvideo auf YouTube, welches von Allan Anders produziert wurde. Bereits wenige Wochen vor Veröffentlichung des Songs konnten Merchandise-Artikel, wie ein exklusives T-Shirt mit einem aufgedruckten roten Abdruck ihres Gesäßes, zusammen mit einer Single-CD käuflich erworben werden.
Das Musikvideo wurde, wie bereits das Video zu Brillis, unter den Regie von Allan Anders gedreht. Im Video tanzt und posiert David in verschiedenen, teils freizügigen Outfits allein, sowie mit mehreren weiblichen Darstellerinnen. In einer weiteren Sequenz sind die Frauen und David von pinker und roter Farbe umgeben und malen sich gegenseitig damit an.
Das Frontcover zur Single ist ein einfach gehaltenes rotes Bild, das ein handschriftlich aussehendes Herz sowie den Schriftzug Ich darf das in rosa Farbe ziert. Beides ist auch auf dem Merchandise zur Single zu finden.

## Kommerzieller Erfolg

### Chartplatzierungen
Ich darf das platzierte sich an der Chartspitze in den deutschen Singlecharts und wurde somit zum dritten Nummer-eins-Hit, nach Gib ihm und 90-60-111, für David in Deutschland. Es hielt die Spitzenplatzierung außerdem in der zweiten Woche, was David bis dato zur einzigen Rapperin mit zwei Solosongs, die mehr als eine Woche auf Platz 1 der deutschen Charts verbrachten, macht. Ich darf das ist darüber hinaus der erfolgreichste Solotitel einer Rapperin des Jahrtausends in Deutschland. In den deutschen deutschsprachigen Singlecharts platzierte sich das Lied ebenfalls an der Chartspitze, womit David die Hitliste zum vierten Mal nach Du liebst mich nicht, Gib ihm und 90-60-111 anführte. In der Schweizer Hitparade erreichte Ich darf das als erste ihrer Singles die Top-5 und platzierte sich auf dem dritten Platz, während das Lied in den Ö3 Austria Top 40 Rang zwei belegte.
| ChartsChartplatzierungen | Höchstplatzierung | Wochen |
| ------------------------ | ----------------- | ------ |
| Deutschland (GfK)        | 1 (21 Wo.)        | 21     |
| Österreich (Ö3)          | 2 (17 Wo.)        | 17     |
| Schweiz (IFPI)           | 3 (8 Wo.)         | 8      |

| ChartsJahrescharts (2021) | Platzierung |
| ------------------------- | ----------- |
| Deutschland (GfK)         | 39          |
| Österreich (Ö3)           | 63          |

Auf der Streaming-Plattform Spotify verzeichnet das Lied mehr als 83 Millionen Aufrufe (Stand: August 2025).

### Auszeichnungen für Musikverkäufe
In Deutschland und Österreich wurde der Song im September 2021 jeweils mit einer Goldenen Schallplatte für 200.000 bzw. 15.000 verkaufte Einheiten ausgezeichnet.

| Land/Region        | Auszeichnungen für Musikverkäufe (Land/Region, Auszeichnung, Verkäufe) | Verkäufe |
| ------------------ | ---------------------------------------------------------------------- | -------- |
| Deutschland (BVMI) | Gold                                                                   | 200.000  |
| Österreich (IFPI)  | Platin                                                                 | 30.000   |
| Insgesamt          | 1× Gold · 1× Platin ·                                                  | 230.000  |